# Саймон, Джон (учёный)
Джон Саймон (англ. John Simon; 10 октября 1816, Лондон, Великобритания — 23 июля 1904, там же) — английский врач и философ. 
Член Лондонского королевского общества (1845). Президент Патологического общества Лондона (1867—1869).

## Биография
Родился Джон Саймон 10 октября 1816 года в Лондоне. Наряду с медицинской деятельности был широко известен и в философии. Он написал ряд работ, как научных, так и философских. Показал, что практически невозможно для рабочих отстоять своё первое право — право на здоровье. Отмечал высокую смертность среди многих профессиональных групп, которая в полтора раза превышала смертность среди сельского населения. Одной из причин этого было крайне плохое питание рабочих, потреблявших недостаточное количество белков и углеводов.
Скончался Джон Саймон 23 июля 1904 года в Лондоне.

## Награды и признание
- 1897 — Медаль Бьюкенена[англ.], «For his distinguished services as an organizer of medical sanitary administration in this country, and as a promoter of scientific research relating to public health»
- Рыцарь-командор Ордена Бани (KCB)